# SC Rot-Weiß Oberhausen-Rhld. 1904 1997-1998
Questa voce raccoglie le informazioni riguardanti il SC Rot-Weiß Oberhausen-Rhld. 1904 nelle competizioni ufficiali della stagione 1997-1998.

## Stagione
Nella stagione 1997-1998 il Rot Weiss Oberhausen, allenato da Gerd vom Bruch, concluse il campionato di Regionalliga ovest-sudovest al 1º posto e fu promosso in 2. Bundesliga. In Coppa di Germania il Rot Weiss Oberhausen fu eliminato al primo turno dal Werder Brema.

## Rosa
| N. |                     | Ruolo | Calciatore        |
| -- | ------------------- | ----- | ----------------- |
| 1  | Germania (bandiera) | P     | Oliver Adler      |
| 2  | Grecia (bandiera)   | D     | Jiannis Giaslanis |
| 3  | Germania (bandiera) | D     | Björn Arens       |
| 4  | Croazia (bandiera)  | D     | Ivan Konjevic     |
| 5  | Romania (bandiera)  | D     | Daniel Ciucă      |
| 6  | Germania (bandiera) | C     | Siegmar Bieber    |
| 7  | Germania (bandiera) | A     | Achim Weber       |
| 8  | Germania (bandiera) | C     | Jörg Lipinski     |
| 15 | Romania (bandiera)  | C     | Teo Rus           |
| 16 | Germania (bandiera) | C     | Dennis Weiland    |
| 17 | Germania (bandiera) | P     | Jörg Dohn         |
| 22 | Italia (bandiera)   | D     | Peter Quallo      |
| 24 | Germania (bandiera) | C     | Gerd Kühn         |
| 25 | Brasile (bandiera)  | A     | Adriano           |

| N. |                                 | Ruolo | Calciatore            |
| -- | ------------------------------- | ----- | --------------------- |
| 27 | Croazia (bandiera)              | D     | Mirsad Keric          |
| 12 | Bosnia ed Erzegovina (bandiera) | C     | Branko Granic         |
| 23 | Germania (bandiera)             | C     | Arne Hoffart          |
| 11 | Germania (bandiera)             | C     | Carsten Marquardt     |
| 14 | Germania (bandiera)             | C     | Frank Roth            |
| 20 | Germania (bandiera)             | C     | Marcus Schaaf         |
| 10 | Germania (bandiera)             | C     | Martin Tilner         |
| 26 | Germania (bandiera)             | A     | Jörg Beyel            |
| 9  | Nigeria (bandiera)              | A     | Olumide Agoye         |
| 21 | Germania (bandiera)             | A     | Tino Milde            |
| 19 | Nigeria (bandiera)              | A     | Michael Jide Olugbodi |
| 28 | Germania (bandiera)             | A     | Gustav Policella      |
| 18 | Germania (bandiera)             | A     | Niclas Weiland        |

## Organigramma societario
Area tecnica
- Allenatore: Gerd vom Bruch
- Allenatore in seconda:
- Preparatore dei portieri:
- Preparatori atletici:
- Analisi video:

## Calciomercato

### Sessione estiva
| Acquisti | Acquisti              | Acquisti          | Acquisti |
| R.       | Nome                  | da                | Modalità |
| -------- | --------------------- | ----------------- | -------- |
| C        | Gerd Kühn             | Uerdingen 05      |          |
| A        | Adriano               | Saarbrücken       |          |
| A        | Olumide Agoye         | Sciaffusa         |          |
| C        | Jörg Lipinski         | Fortuna Colonia   |          |
| A        | Michael Jide Olugbodi | Sciaffusa         |          |
| D        | Peter Quallo          | Arminia Bielefeld |          |
| C        | Teo Rus               | Homburg           |          |
| C        | Dennis Weiland        | Borussia Dortmund |          |
| A        | Niclas Weiland        | Hannover 96       |          |

| Cessioni | Cessioni         | Cessioni      | Cessioni |
| R.       | Nome             | a             | Modalità |
| -------- | ---------------- | ------------- | -------- |
| D        | Günter Abel      | Remscheid     |          |
| A        | Oliver Ebersbach | Bonner        |          |
| A        | René Gottwald    | Wegberg-Beeck |          |
| D        | Robert Nikolic   | Uerdingen 05  |          |
| C        | Thomas Pröpper   | LR Ahlen      |          |

### Sessione invernale
| Acquisti | Acquisti         | Acquisti         | Acquisti |
| R.       | Nome             | da               | Modalità |
| -------- | ---------------- | ---------------- | -------- |
| A        | Jörg Beyel       | Germania Teveren |          |
| A        | Gustav Policella | Lubecca          |          |

| Cessioni | Cessioni | Cessioni | Cessioni |
| R.       | Nome     | a        | Modalità |
| -------- | -------- | -------- | -------- |

## Risultati

### Regionalliga ovest-sudovest

#### Girone di andata
| Arbitro: | Schäfer |

|                                   |           |  |
| Czakon 6’ Muchka 51’ Ramadani 86’ | Marcatori |  |

| Arbitro: | Scheppe |

|                |           |  |
| Weber 56’, 78’ | Marcatori |  |

| Homburg 21 agosto 1997, ore 20:00 CEST 3ª giornata | Homburg | 0 – 0 referto | RW Oberhausen | Waldstadion Homburg (4 000 spett.)\| Arbitro: \| Webers \| |
| Arbitro:                                           | Webers  |               |               |                                                            |

| Arbitro: | Gettke |

|           |           |                        |
| Weber 69’ | Marcatori | 86’ (rig.) Scheinhardt |

| Arbitro: | Hotop |

|                  |           |  |
| Ciucă 66’ (aut.) | Marcatori |  |

| Arbitro: | Fandel |

|             |           |  |
| Adriano 17’ | Marcatori |  |

| Arbitro: | Steinborn |

|            |           |                                |
| Deffke 33’ | Marcatori | 28’ Bieber 39’ Agoye 69’ Weber |

| Arbitro: | Gruse |

|                       |           |  |
| Weber 37’ Adriano 62’ | Marcatori |  |

| Arbitro: | Jonsson |

|            |           |                                |
| Wagner 87’ | Marcatori | 51’ Agoye 57’ Weber 88’ Granic |

| Arbitro: | Wegener-Gärtner |

|                       |           |           |
| Adriano 36’ Arens 68’ | Marcatori | 8’ Krämer |

| Arbitro: | Müller |

|                                                   |           |  |
| Lipinski 26’ (rig.) Rus 68’ Weber 84’ Adriano 90’ | Marcatori |  |

| Arbitro: | Zumkier |

|             |           |  |
| Ballack 43’ | Marcatori |  |

| Arbitro: | Merk |

|                                 |           |                  |
| Weiland 23’ Agoye 28’ Weber 90’ | Marcatori | 39’ (aut.) Arens |

| Arbitro: | Berg |

|  |           |                     |
|  | Marcatori | 47’ (rig.) Lipinski |

| Arbitro: | Gruse |

|                                   |           |                           |
| Weiland 10’ Weiland 30’ Adler 55’ | Marcatori | 60’ Imort 75’ Plaßhenrich |

| Arbitro: | Hotop |

|             |           |                        |
| Sumelka 82’ | Marcatori | 54’ Lipinski 79’ Weber |

| Arbitro: | Kestermann |

|                                 |           |  |
| Adriano 11’, 24’, 55’ Weber 13’ | Marcatori |  |

#### Girone di ritorno
| Arbitro: | Krug |

|             |           |            |
| Weiland 35’ | Marcatori | 70’ Bennij |

| Arbitro: | Engler |

|                    |           |                       |
| Leib 56’ Klein 58’ | Marcatori | 67’ Weiland 71’ Weber |

| Arbitro: | Werthmann |

|           |           |              |
| Weber 70’ | Marcatori | 37’ Schwartz |

| Arbitro: | Schneider |

|                       |           |               |
| Bluhm 51’ Ibrahim 70’ | Marcatori | 63’ Policella |

| Arbitro: | Aust |

|                         |           |          |
| Weber 15’ Policella 37’ | Marcatori | 55’ Ziga |

| Arbitro: | Hecker |

|  |           |           |
|  | Marcatori | 78’ Beyel |

| Arbitro: | Merk |

|                         |           |                        |
| Policella 59’ Beyel 90’ | Marcatori | 60’ Schlösser 83’ Karp |

| Arbitro: | Kuhl |

|  |           |             |
|  | Marcatori | 19’ Adriano |

| Arbitro: | Kinhöfer |

|                                     |           |                     |
| Ciucă 16’, 58’ Bieber 42’ Weber 66’ | Marcatori | 52’ Paul 72’ Wagner |

| Arbitro: | Prengel |

|  |           |                                             |
|  | Marcatori | 20’ (rig.) Lipinski 64’ Weber 85’ Policella |

| Arbitro: | Gettke |

|           |           |           |
| Palma 78’ | Marcatori | 89’ Beyel |

| Arbitro: | Hotop |

|                                         |           |  |
| Policella 29’, 40’ Weber 33’ Bieber 62’ | Marcatori |  |

| Arbitro: | Milic |

|                 |           |                          |
| Meinke 20’, 45’ | Marcatori | 62’ Lipinski 75’ Adriano |

| Arbitro: | Müller |

|                               |           |                                |
| Lipinski 45’ (rig.) Weber 65’ | Marcatori | 12’, 20’, 88’ Müller 84’ Badji |

| Arbitro: | Müller |

|  |           |                                        |
|  | Marcatori | 67’, 76’, 79’, 87’ Policella 84’ Weber |

| Arbitro: | Haupt |

|             |           |  |
| Weiland 86’ | Marcatori |  |

| Arbitro: | Schräer |

|          |           |  |
| Eibl 63’ | Marcatori |  |

### Coppa di Germania
| Arbitro: | Fleischer |

|  |           |                           |
|  | Marcatori | 29’ van Lent 63’ Labbadia |

## Statistiche

### Statistiche di squadra
| Competizione                | Punti | In casa | In casa | In casa | In casa | In casa | In casa | In trasferta | In trasferta | In trasferta | In trasferta | In trasferta | In trasferta | Totale | Totale | Totale | Totale | Totale | Totale | DR  |
| Competizione                | Punti | G       | V       | N       | P       | Gf      | Gs      | G            | V            | N            | P            | Gf           | Gs           | G      | V      | N      | P      | Gf     | Gs     | DR  |
| --------------------------- | ----- | ------- | ------- | ------- | ------- | ------- | ------- | ------------ | ------------ | ------------ | ------------ | ------------ | ------------ | ------ | ------ | ------ | ------ | ------ | ------ | --- |
| Regionalliga ovest-sudovest | 71    | 17      | 12      | 4       | 1       | 39      | 16      | 17           | 9            | 4            | 4            | 27           | 15           | 34     | 21     | 8      | 5      | 66     | 31     | +35 |
| Coppa di Germania           | -     | 1       | 0       | 0       | 1       | 0       | 2       | 0            | 0            | 0            | 0            | 0            | 0            | 1      | 0      | 0      | 1      | 0      | 2      | -2  |
| Totale                      | 71    | 18      | 12      | 4       | 2       | 39      | 18      | 17           | 9            | 4            | 4            | 27           | 15           | 35     | 21     | 8      | 6      | 66     | 33     | +33 |

### Andamento in campionato
| Giornata  | 1  | 2  | 3  | 4  | 5  | 6  | 7 | 8 | 9 | 10 | 11 | 12 | 13 | 14 | 15 | 16 | 17 | 18 | 19 | 20 | 21 | 22 | 23 | 24 | 25 | 26 | 27 | 28 | 29 | 30 | 31 | 32 | 33 | 34 |
| --------- | -- | -- | -- | -- | -- | -- | - | - | - | -- | -- | -- | -- | -- | -- | -- | -- | -- | -- | -- | -- | -- | -- | -- | -- | -- | -- | -- | -- | -- | -- | -- | -- | -- |
| Luogo     | T  | C  | T  | C  | T  | C  | T | C | T | C  | C  | T  | C  | T  | C  | T  | C  | C  | T  | C  | T  | C  | T  | C  | T  | C  | T  | T  | C  | T  | C  | T  | C  | T  |
| Risultato | P  | V  | N  | N  | P  | V  | V | V | V | V  | V  | V  | V  | V  | V  | V  | V  | N  | N  | N  | P  | V  | V  | N  | V  | V  | V  | N  | V  | N  | P  | V  | V  | P  |
| Posizione | 18 | 10 | 11 | 10 | 11 | 11 | 8 | 6 | 6 | 2  | 2  | 2  | 1  | 1  | 1  | 1  | 1  | 1  | 1  | 1  | 1  | 1  | 1  | 1  | 1  | 1  | 1  | 1  | 1  | 1  | 1  | 1  | 1  | 1  |

Legenda:

Luogo: C = Casa; T = Trasferta. Risultato: V = Vittoria; N = Pareggio; P = Sconfitta.

### Statistiche dei giocatori
| Giocatore    | Regionalliga West/Südwest (1994-2000) | Regionalliga West/Südwest (1994-2000) | Regionalliga West/Südwest (1994-2000) | Regionalliga West/Südwest (1994-2000) | Coppa di Germania | Coppa di Germania | Coppa di Germania | Coppa di Germania | Totale   | Totale | Totale      | Totale     |
| Giocatore    | Presenze                              | Reti                                  | Ammonizioni                           | Espulsioni                            | Presenze          | Reti              | Ammonizioni       | Espulsioni        | Presenze | Reti   | Ammonizioni | Espulsioni |
| ------------ | ------------------------------------- | ------------------------------------- | ------------------------------------- | ------------------------------------- | ----------------- | ----------------- | ----------------- | ----------------- | -------- | ------ | ----------- | ---------- |
| O. Adler     | 34                                    | 1                                     | 3                                     | 0                                     | 1                 | 0                 | 0                 | 0                 | 35       | 1      | 3           | 0          |
| A. Adriano   | 29                                    | 9                                     | 8                                     | 0                                     | 0                 | 0                 | 0                 | 0                 | 29       | 9      | 8           | 0          |
| O. Agoye     | 15                                    | 3                                     | 2                                     | 0                                     | 0                 | 0                 | 0                 | 0                 | 15       | 3      | 2           | 0          |
| B. Arens     | 30                                    | 1                                     | 1                                     | 0                                     | 1                 | 0                 | 0                 | 0                 | 31       | 1      | 1           | 0          |
| J. Beyel     | 8                                     | 3                                     | 1                                     | 0                                     | 0                 | 0                 | 0                 | 0                 | 8        | 3      | 1           | 0          |
| S. Bieber    | 33                                    | 3                                     | 4                                     | 1                                     | 1                 | 0                 | 0                 | 0                 | 34       | 3      | 4           | 1          |
| D. Ciucă     | 31                                    | 2                                     | 4                                     | 0                                     | 1                 | 0                 | 0                 | 0                 | 32       | 2      | 4           | 0          |
| J. Dohn      | 1                                     | 0                                     | 0                                     | 0                                     | 0                 | 0                 | 0                 | 0                 | 1        | 0      | 0           | 0          |
| J. Giaslanis | 9                                     | 0                                     | 2                                     | 0                                     | 1                 | 0                 | 1                 | 0                 | 10       | 0      | 3           | 0          |
| B. Granic    | 6                                     | 1                                     | 0                                     | 0                                     | 0                 | 0                 | 0                 | 0                 | 6        | 1      | 0           | 0          |
| A. Hoffart   | 0                                     | 0                                     | 0                                     | 0                                     | 0                 | 0                 | 0                 | 0                 | 0        | 0      | 0           | 0          |
| M. Keric     | 3                                     | 0                                     | 0                                     | 0                                     | 0                 | 0                 | 0                 | 0                 | 3        | 0      | 0           | 0          |
| I. Konjevic  | 25                                    | 0                                     | 2                                     | 1                                     | 1                 | 0                 | 0                 | 0                 | 26       | 0      | 2           | 1          |
| G. Kühn      | 12                                    | 0                                     | 1                                     | 0                                     | 0                 | 0                 | 0                 | 0                 | 12       | 0      | 1           | 0          |
| J. Lipinski  | 34                                    | 6                                     | 7                                     | 1                                     | 1                 | 0                 | 0                 | 0                 | 35       | 6      | 7           | 1          |
| C. Marquardt | 9                                     | 0                                     | 0                                     | 0                                     | 0                 | 0                 | 0                 | 0                 | 9        | 0      | 0           | 0          |
| T. Milde     | 10                                    | 0                                     | 0                                     | 0                                     | 0                 | 0                 | 0                 | 0                 | 10       | 0      | 0           | 0          |
| M. Olugbodi  | 3                                     | 0                                     | 0                                     | 0                                     | 0                 | 0                 | 0                 | 0                 | 3        | 0      | 0           | 0          |
| G. Policella | 14                                    | 10                                    | 1                                     | 0                                     | 0                 | 0                 | 0                 | 0                 | 14       | 10     | 1           | 0          |
| P. Quallo    | 31                                    | 0                                     | 4                                     | 3                                     | 1                 | 0                 | 0                 | 0                 | 32       | 0      | 4           | 3          |
| F. Roth      | 7                                     | 0                                     | 1                                     | 0                                     | 1                 | 0                 | 0                 | 0                 | 8        | 0      | 1           | 0          |
| T. Rus       | 28                                    | 1                                     | 3                                     | 1                                     | 1                 | 0                 | 0                 | 0                 | 29       | 1      | 3           | 1          |
| M. Schaaf    | 3                                     | 0                                     | 0                                     | 0                                     | 0                 | 0                 | 0                 | 0                 | 3        | 0      | 0           | 0          |
| M. Tilner    | 4                                     | 0                                     | 0                                     | 0                                     | 0                 | 0                 | 0                 | 0                 | 4        | 0      | 0           | 0          |
| A. Weber     | 34                                    | 18                                    | 11                                    | 1                                     | 1                 | 0                 | 0                 | 0                 | 35       | 18     | 11          | 1          |
| D. Weiland   | 29                                    | 3                                     | 5                                     | 0                                     | 1                 | 0                 | 1                 | 0                 | 30       | 3      | 6           | 0          |
| N. Weiland   | 27                                    | 3                                     | 6                                     | 0                                     | 1                 | 0                 | 0                 | 0                 | 28       | 3      | 6           | 0          |